# Leucophaeus
Leucophaeus je malý rod racků ze Severní a Jižní Ameriky. Většina druhů z tohoto rodu má tmavší opeření, typicky s bílým srpem pod nebo nad očima. Vědecké jméno rodu Leucophaeus pochází ze starořeckého leukos („bílý“) a phalos („šedavý“).
Do rodu Leucophaeus se řadí následující druhy racků:
| Obrázek | Vědecké jméno           | Běžné jméno        | Rozšíření                                                              |
| ------- | ----------------------- | ------------------ | ---------------------------------------------------------------------- |
|         | Leucophaeus scoresbii   | racek magellanský  | Chile, Argentina, Falklandy                                            |
|         | Leucophaeus modestus    | racek tmavý        | Kostarika, Kolumbie, Ekvádor, Peru, Chile                              |
|         | Leucophaeus fuliginosus | racek lávový       | Galapágy                                                               |
|         | Leucophaeus atricilla   | racek atlantický   | atlantské pobřeží Severní Ameriky, Karibik, severní část Jižní Ameriky |
|         | Leucophaeus pipixcan    | racek vnitrozemský | Argentina, Karibik, Chile, Peru, Kanada                                |